# Sultanaat Zemio
Het sultanaat Zemio of Zémio was een koninkrijk in Centraal-Afrika, volgens de overlevering opgericht door een zekere Nounga van de Zande-clan. Het sultanaat was gelegen aan de rivier Mbomou en controleerde zowel gebieden ten noorden als ten zuiden van het water.
In 1894 sloot de sultan van Zemio een overeenkomst met koning Leopold II van België. Van 11 december 1894 tot 12 april 1909 was het gebied, net als de sultanaten Bangassou en Rafai, een protectoraat van Leopolds persoonlijke kolonie Congo-Vrijstaat. Hiertoe werd het hof van de sultan verplaatst van de noordelijke rivieroever naar de zuidelijke.
In 1909 werd Zemio bij de Franse kolonie Midden-Congo gevoegd na een overeenkomst met Emile Merwart, de gouverneur van het gebied Oubangui-Chari. Het hof werd weer naar de noordelijke oever verplaatst, waar het zich oorspronkelijk bevond. Tegenwoordig maakt het deel ten noorden van de Mbomourivier deel uit van de prefectuur Mbomou van de Centraal-Afrikaanse Republiek. De zuidelijke oever van de rivier hoort bij de republiek Congo-Kinshasa.